# نوما دومزونی
نوما دومزوِنی (انگلیسی: Noma Dumezweni؛ زادهٔ ۲۸ ژوئیهٔ ۱۹۶۹) هنرپیشه انگلیسی است.
او تاکنون دوبار برندهٔ جایزه لارنس الیویه شده‌است که بار دوم آن برای ایفای نقش هرمیون گرنجر در نمایش هری پاتر و فرزند نفرین‌شده در تئاتر وست اند و تئاتر برادوی بود. این نقش برای او یک نامزدی جایزه تونی نیز به‌همراه داشت.

## زندگی
دومزوِنی در سوازیلند از پدر و مادری اهل آفریقای جنوبی به دنیا آمد. او در بوتسوانا، اوگاندا، و کنیا زندگی کرد. تا اینکه در ۱۷ مه ۱۹۷۷ همراه به مادر و خواهرش به عنوان پناهجو به انگلستان آمد. او نخست در فلیکستو و سافک زندگی کرد و در آن جا به تحصیل پرداخت. بعدها به لندن رفت. او یک دختر دارد که در ۲۰۰۷ میلادی به دنیا آمد.

## کار
در دسامبر ۲۰۱۵ با اعلام بازیگران نمایش تئاتر هری پاتر و فرزند نفرین‌شده و وجود یک هرمیون گرنجر سیاه‌پوست در آن با بازی نوما دومزونی، بحث‌هایی براه افتاد. جی. کی. رولینگ شخصاً به این بحثها پاسخ داد که رنگ پوست هرمیون هرگز در داستان به رنگ سفید تعیین نشده بود.
دومزونی بخاطر این نقش‌آفرینی در سال ۲۰۱۸ در فهرست ۱۰۰ زن بی‌بی‌سی قرار گرفت.